# Parapterois heterura
Parapterois heterura är en fiskart som först beskrevs av Bleeker, 1856.  Parapterois heterura ingår i släktet Parapterois och familjen Scorpaenidae. Inga underarter finns listade i Catalogue of Life.